# Trgovište
Trgovište (serbisch-kyrillisch Трговиште) ist ein Markt mit 1767 Einwohnern (2011) an der Pčinja. Er ist der Verwaltungssitz der Opština Trgovište.